# Chimarrogale platycephalus
Chimarrogale platycephalus är en däggdjursart som först beskrevs av Coenraad Jacob Temminck 1842.  Chimarrogale platycephalus ingår i släktet Chimarrogale och familjen näbbmöss. IUCN kategoriserar arten globalt som livskraftig. Inga underarter finns listade i Catalogue of Life.
Denna näbbmus förekommer i Japan men den saknas på Hokkaido. Den vistas vanligen i kulliga områden eller bergstrakter. Arten simmar ofta i snabbflytande vattendrag.
Chimarrogale platycephalus blir 103 till 133 mm lång (huvud och bål) och har en 94 till 105 mm lång svans. Allmänt har arten samma utseende som Chimarrogale himalayica.
Födan utgörs av vattenlevande insekter och av små fiskar. Näbbmusen har inga fasta aktivitetstider.